# 東營大將軍廟
23°30′16″N 120°15′14″E / 23.504315°N 120.253960°E
東營大將軍廟，位於臺灣嘉義縣六腳鄉六南村、中央公路旁，為六腳順天宮的五營神將營頭之一，以不同於宗教習俗的建築規模、香火興盛而著名。

## 信仰
祭祀五營神將的營頭大多建築小，以畫像或貼符代表神明，但東營大將軍的營頭超過兩層樓高，除雕梁畫棟、龍柱，有神像且還有分靈。日治時期以來，東營大將軍廟一直以香火鼎盛之勢凌駕當地主廟之上，寺廟規模也是全臺灣少見。一說東營大將軍香火旺盛的原因是廟身在中央公路旁，位居交通要衝，又人口集中。村民會請求東營大將軍治病、開藥方，連風水都有信眾來詢問。每年農曆十一月十六日東營大將軍誕辰，為六腳鄉最熱鬧的日子。

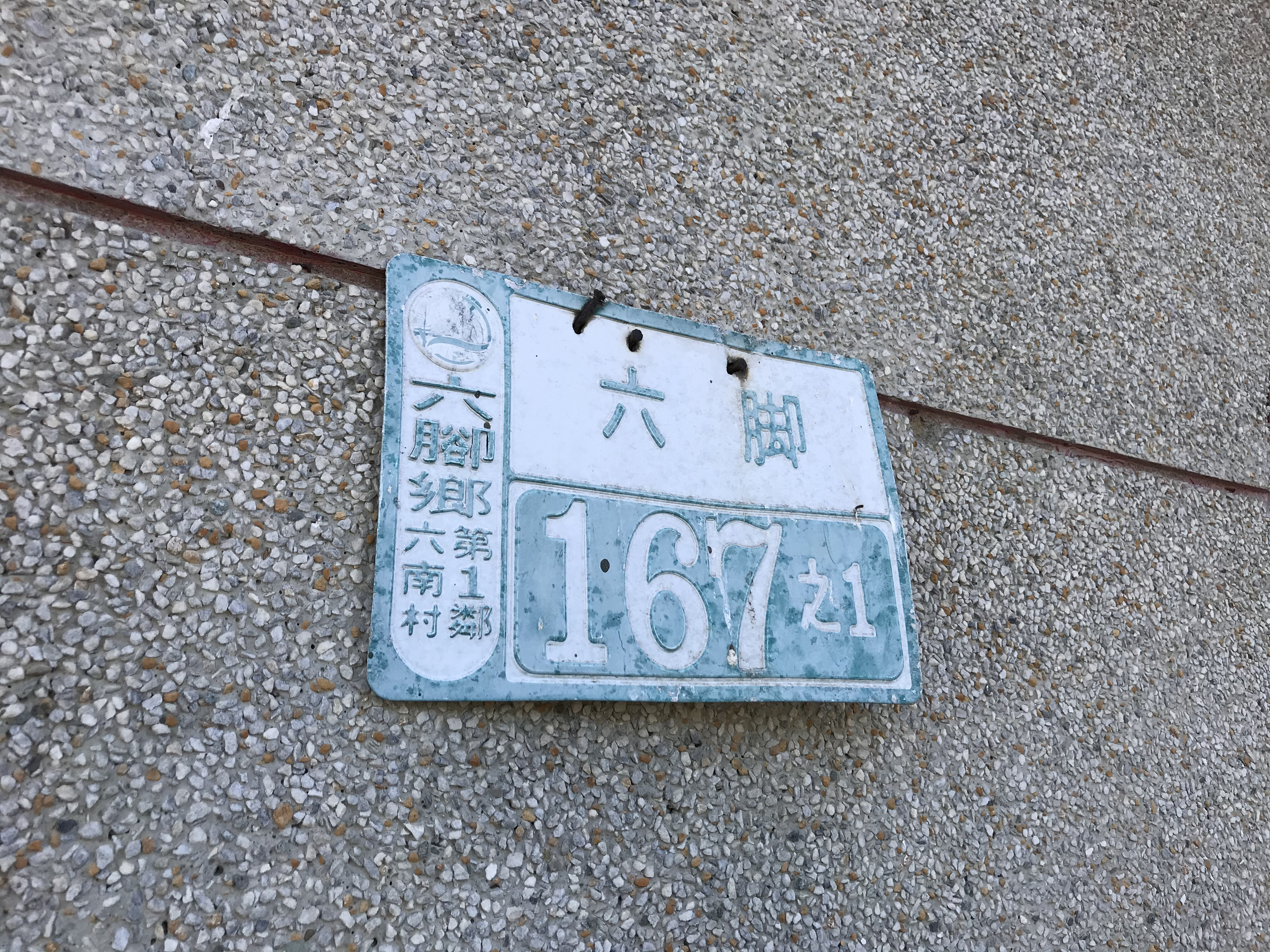
門牌

六腳順天宮副主委謝金祥表示，順天宮主神李府千歲一次從南鯤鯓代天府進香後，卻怎麼請也不肯返回順天宮，詢問才得知，李府千歲因認為信眾們總是到東營大將軍廟參拜而感到不快，信眾們便認為營頭如此大間，那主廟應更氣派，遂開始重建。當時2000年間，六腳鄉六斗、灣內、六腳、竹仔腳等四村落的廟宇都陸續重建。新建成樓高十層的順天宮，其新台幣七千多萬元的重建經費部分來自村民每口五千元的募丁錢。中途還發生年長村民質疑牌樓建得比別村大廟慢，與鄉民代表互毆的事件。2004年11月20日，順天宮進行入火安座，次日剪綵落成。
東營大將軍神像原慣於放於六腳村長呂榮安的家中，但順天宮在2005年10月慶祝三王聖誕時，暫放到順天宮正殿的東營大將軍神像失蹤，導致順天宮主委呂晏與宣布以新台幣一百萬元懸賞。之後廟方多次透過乩童通靈找尋都功敗垂成，改奉新的東營大將軍神像。
村落旅外青年楊雅婷、李俊璋等人創設臉書粉絲專頁介紹順天宮及東營大將軍的歷史，希望能讓更多人瞭解。

## 外部連結
- 東營大將軍廟的Facebook專頁